# 海螺共和國
海螺共和國（英語：Conch Republic）是位於佛羅里達群島的私人國家，首都是基韋斯特，由基韦斯特的一些不满美國邊境巡邏隊在当地设置检查站的居民於1982年4月23日宣布從美國独立。尽管被广泛认为是一场发泄市民不满的政治作秀，但基韦斯特市仍保留了“海螺共和国”这一称呼，并在每年4月23日隆重庆祝其“独立日”，以此来吸引游客带动经济增长。

## 国家格言

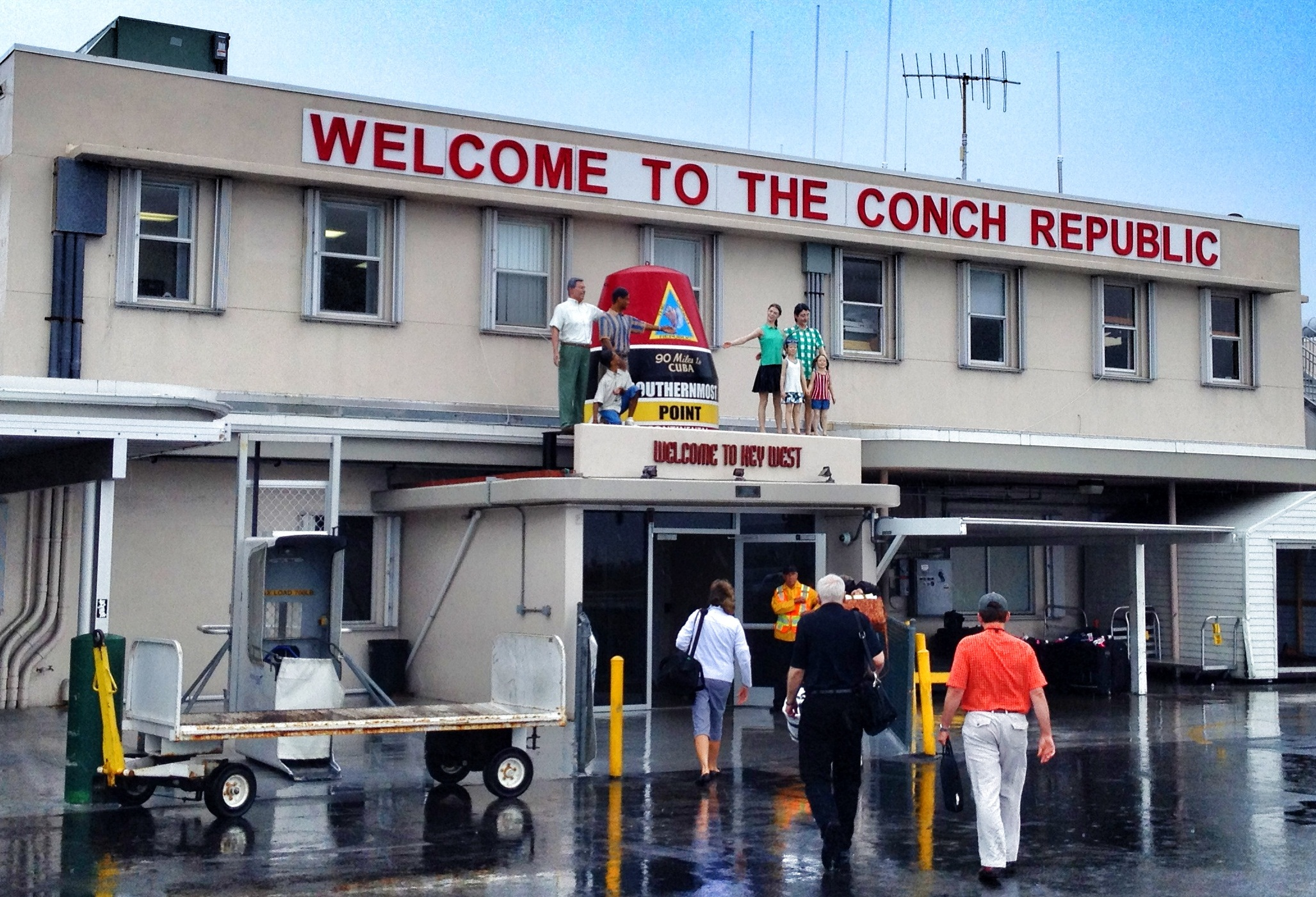
海螺共和国机场上的欢迎标语

海螺共和国的国家格言之一是，字面意思是“别人都没脱離成功，就我们成功了”。在英语中这是一句幽默双关语，源于俗语（在别人失败的地方我们成功了），而（脱离联邦独立）和（成功）二词为近音词。另一国家格言是（在实践幽默中缓解世界的紧张）。

## 独立

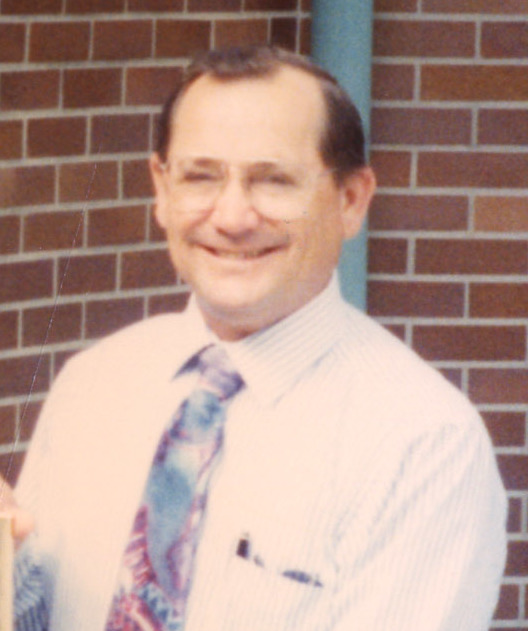
基韦斯特市市长丹尼斯·沃德洛，摄于 1995 年佛罗里达州成立 150 周年之际。

### 起因
在1982年，美國邊境巡邏隊在美國1號公路設下路障及路檢點，將所有往北開回大陸上相鄰城市——佛羅里達市的車阻擋下來，以在各台車輛上搜索違禁藥品及非法移民。基韦斯特市議會對這些行为反复發出抱怨，稱這些路障给離開基韦斯特的人們造成重大的不便，並且傷害了對群島來說很重要的觀光事業。市長丹尼斯·沃德婁屢次向上級反映，甚至在邁阿密的聯邦法庭提出訴訟，要求撤消路障強制令，然而法院駁回了他的要求，認為聯邦政府有權為了國家的利益在道路上設置路障以及進行盤查。

### 宣布獨立
1982年4月23日，基韋斯特市長丹尼斯·沃德婁及市議會宣布了群島獨立，國名稱作海螺共和國，並向美國宣戰（將一條麵包丟向一位穿著美國海軍制服的人）。獨立後，他（作為「總理」）向基韦斯特海軍航空站（Key West Naval Air Station, NAS）的指揮官投降，並請求十億美元的「外援」與「戰爭賠償」以補償該國在長久的聯邦政府佔領下的損失。
這樣的噱頭成功地向大眾傳達了群島的困境，而檢查站路障最終撤除。

## 併吞七哩橋
在2006年1月13日的抗議中，彼得·安德森（Peter Anderson）宣布併吞七哩桥的廢棄橋段；該部分的橋樑已在1982年由一平行的新橋取代。此舉動的起因乃為該年1月4日的古巴難民事件。當時有15名古巴難民抵達該橋，但被邊境巡邏隊依照聯邦的「上岸與否」原則遣返─因為美國政府認為該橋尚屬水域，非屬陸地。其理由是該橋段有兩段已被移除因而不再與陸地相連，因此不被視為定義中的美國所屬陸地，是故這些難民不能留在美國。
安德森認為美國政府顯然放棄了這些橋段的權利，因此宣稱這些橋段屬於海螺共和國。他說希望能使用這些橋梁建造價錢合宜而環保的住屋。佛羅里達州長傑布·布希的發言人回應，這些橋樑屬於佛羅里達州全體人民，而該州政府目前並未打算出售。對該批難民的遣返決定後來被推翻，但此時這批難民已經返回古巴。
在2008年的另一場抗議中，北方的一些島嶼（包括大礁島（Key Largo））從海螺共和國分離，稱為「海螺共和國極北獨立領地（Northernmost Territories of the Conch Republic）」。此舉據稱乃因為對於「海螺共和國」一詞之定義與使用的歧見所致。